# Megapodius cumingii
O frango-do-mato-de-barriga-cinzenta (Megapodius cumingii) é uma espécie de ave da família Megapodiidae.
Pode ser encontrada nos seguintes países: Indonésia, Malásia e Filipinas.
Os seus habitats naturais são: florestas secas tropicais ou subtropicais, florestas subtropicais ou tropicais húmidas de baixa altitude e regiões subtropicais ou tropicais húmidas de alta altitude.